# Fernando Luís Osório
Fernando Luís Osório (Bagé, 30 de maio de 1848 — Rio de Janeiro, 26 de novembro de 1896) foi um jornalista, professor, escritor, diplomata, maçom e advogado brasileiro.
Filho do Marquês do Herval, cursou seu ensino preparatório em Pelotas, depois seguiu os estudos na Faculdade de Direito de São Paulo. Ainda estudante apresentou-se para lutar na Guerra do Paraguai, apesar de ter começado o treinamento militar, foi dispensado por ordens de seu pai. Retornou aos bancos escolares, estudante do 4° ano, participou do movimento acadêmico em 1871, causado pela reforma da metodologia de exames. Foi punido com a perda de dois anos de estudo, tendo então se dirigido à Pernambuco, onde formou-se na Faculdade de Direito do Recife. Enquanto estudante, prestava assistência jurídica àqueles que não podiam pagar e participava do movimento abolicionista.
Depois de formado, retornou ao Rio Grande do Sul, instalando-se em Pelotas, onde instalou aulas noturnas para adultos e fez campanha contra os jesuítas. Em Santana do Livramento criou uma associação literária para conferências populares.
Deputado provincial eleito em 1874, tomou partido de seu pai nas disputas com Gaspar da Silveira Martins. Eleito deputado geral (o equivalente a deputado federal) pelo Rio Grande do Sul em 1880. Foi o único representante gaúcho a votar a favor da proposta de Joaquim Nabuco para a abolição da escravidão no Brasil, também foi a favor do serviço militar obrigatório.
Foi presidente da União Republicana de Pelotas e depois da Proclamação da República, em 1891, foi eleito à Assembleia Constituinte estadual.
Foi redator dos jornais A Tribuna Liberal e O Acadêmico, ambos de São Paulo; Diário de Pelotas, onde encarregou-se da seção de política, a partir de 1874; fundou A Discussão, Pelotas, 1881, órgão do partido liberal. Foi membro da Sociedade Partenon Literário.
Em 1891 escreveu a letra do Hino Republicano Riograndense. Em 25 de abril de 1894, foi nomeado, pelo marechal Floriano Peixoto, ministro plenipotenciário do Brasil em Buenos Aires e 5 meses depois foi nomeado ministro do Supremo Tribunal Federal.
Nos últimos anos de sua vida escreveu a biografia de seu pai História de Manoel Luiz Osório, o Marquês do Herval, por seu filho, com mais de 700 páginas, que lhe valeu o acesso ao Instituto Histórico e Geográfico Brasileiro.
Casou-se com Ernestina de Assunção, filha do barão de Jaraú e sobrinha do visconde da Graça. É pai de Fernando Osório Filho.